# سن-پیوته-لئو
شهر سن-پیوته-لئو (به فرانسوی: Sint-Pieters-Leeuw) در ناحیه اداری ال-ویلوورد  در استان فلومیش بربان  در منطقه فلاندری در کشور بلژیک واقع شده‌است.

## نگارخانه

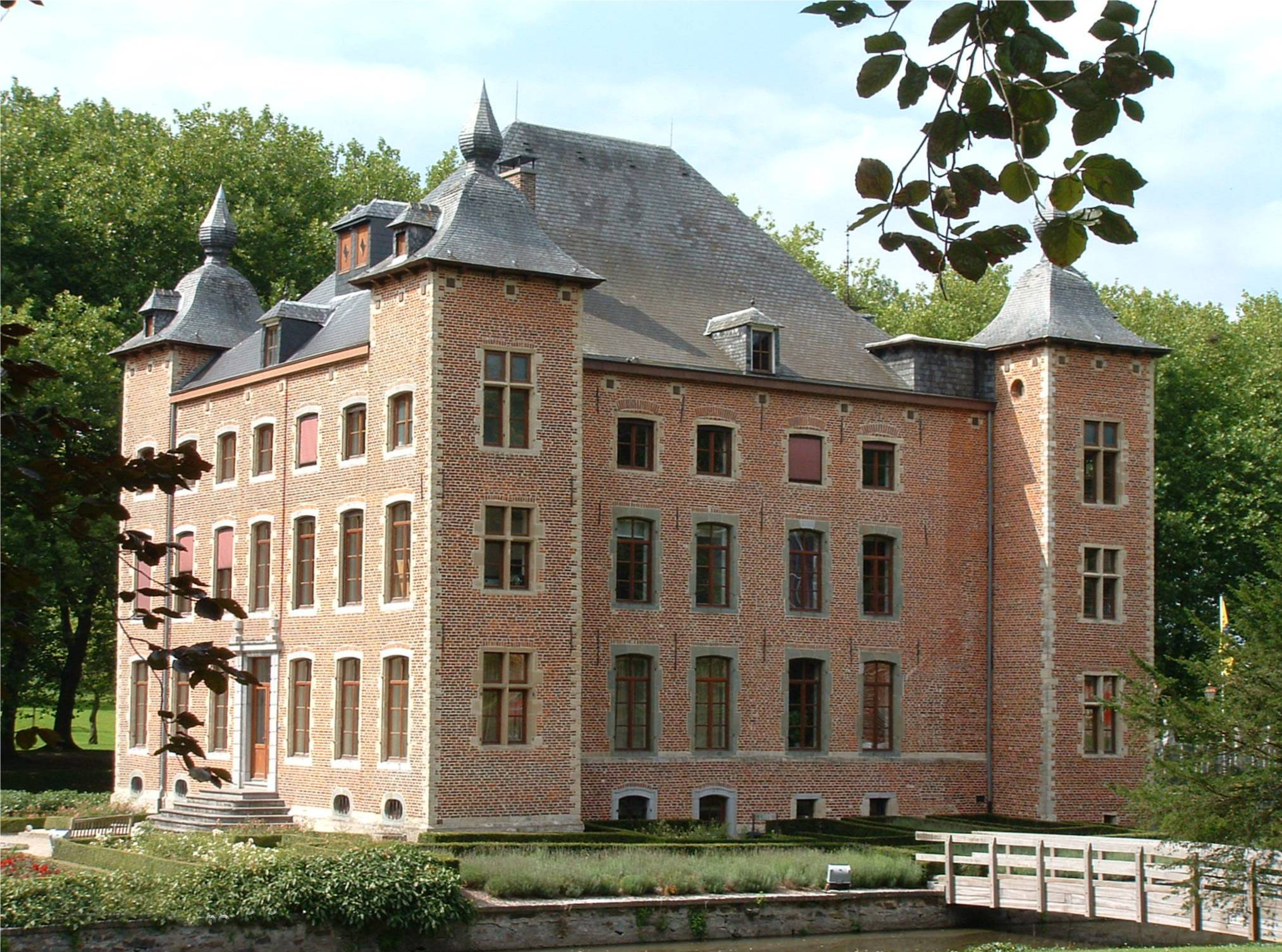
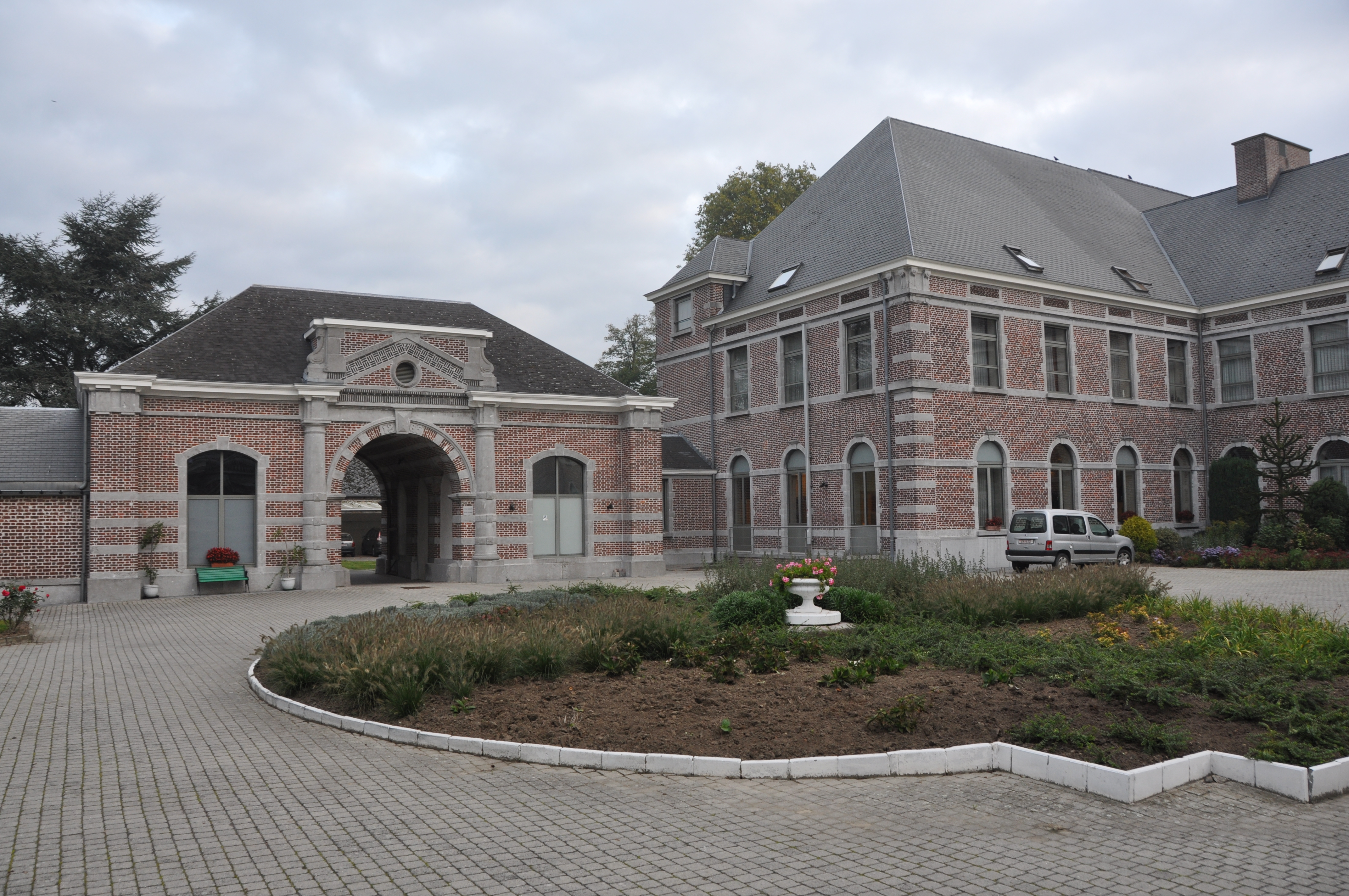
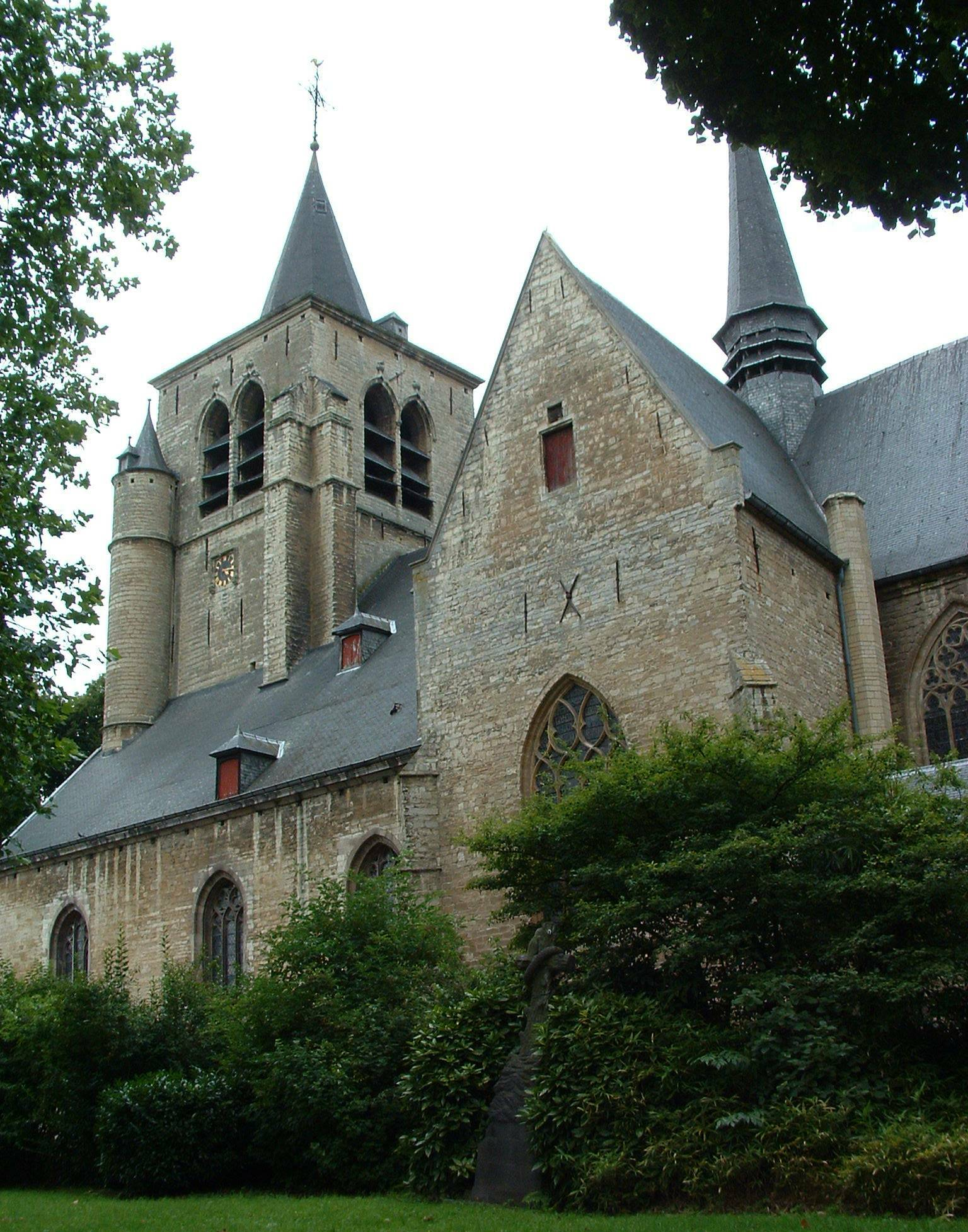
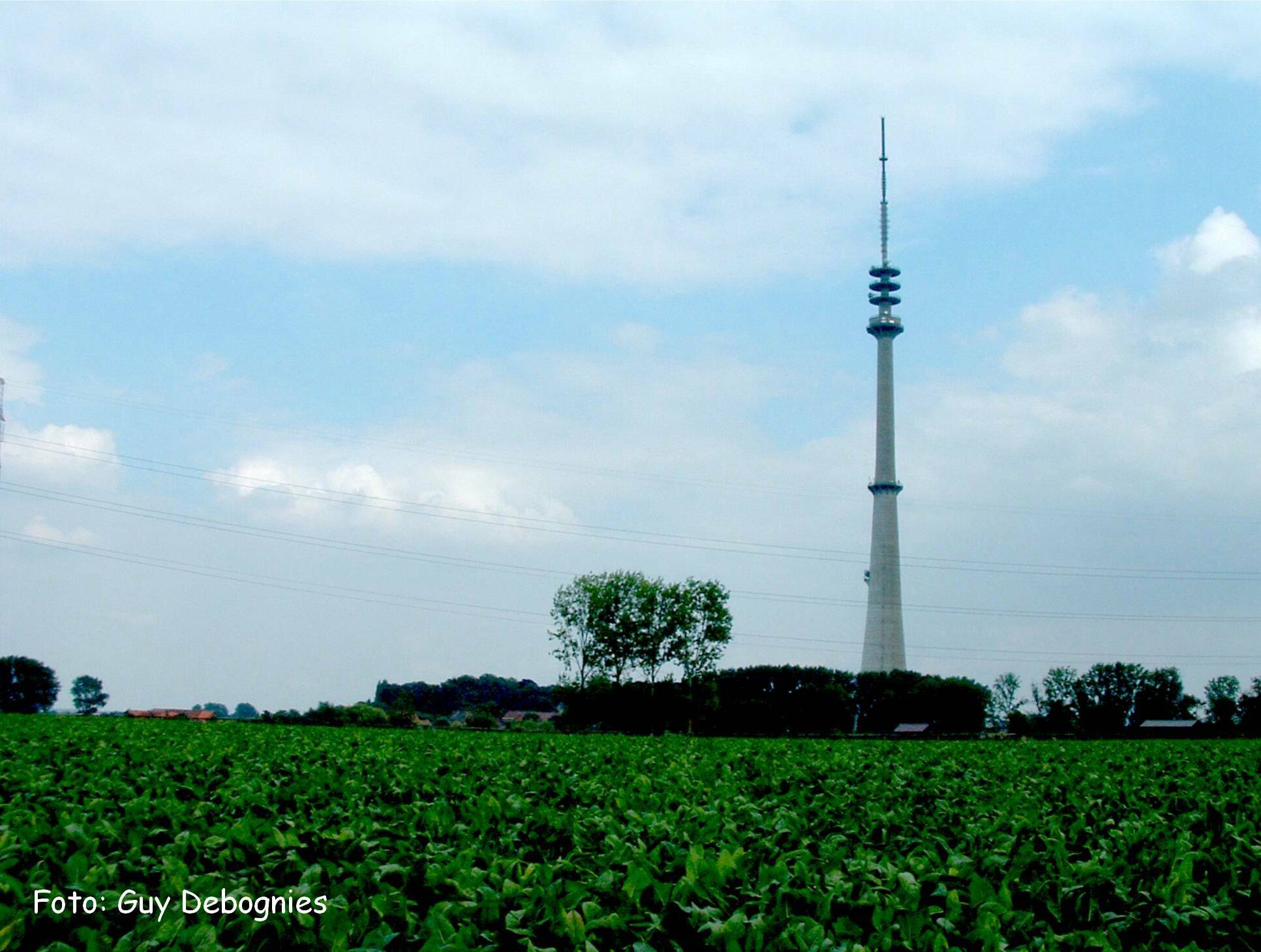